# Élections législatives de 1956 dans le territoire des Comores
Les élections législatives de 1956 dans le territoire des Comores sont des élections françaises qui ont eu lieu le 2 janvier 1956  dans le territoire des Comores dans le cadre des élections législatives françaises de 1956, sous la IVe République.
Ce sont les dernières élections législatives de la Quatrième république, après les élections de novembre 1946 et de juin 1951.

## Mode de scrutin
Le Territoire n'élisant qu'un seul député, le mode de scrutin est uninominal majoritaire à un tour : le candidat arrivé en tête est élu.

## Élus
| Député sortant      | Parti | Parti      | Député élu ou réélu | Parti | Parti      |
| ------------------- | ----- | ---------- | ------------------- | ----- | ---------- |
| Saïd Mohamed Cheikh |       | UDC (UDSR) | Saïd Mohamed Cheikh |       | UDC (UDSR) |

## Résultats

### Résultats à l'échelle du territoire
|          | UDC-Vert (UDSR)  | Saïd Mohamed Cheikh * | 21 748 | 50,95  |  |  |
|          | Blanc (Rép. soc) | Said Ibrahim          | 20 940 | 49,05  |  |  |
|          |                  |                       |        |        |  |  |
| Inscrits | Inscrits         | Inscrits              | 53 558 | 100,00 |  |  |
| Votants  | Votants          | Votants               | 43 655 | 81,51  |  |  |
| Exprimés | Exprimés         | Exprimés              | 42 688 | 97,79  |  |  |

* Député sortant